# Мадзара дел Вало
Ма̀дзара дел Ва̀ло (на италиански: Mazara del Vallo) e град и община в Италия. Населението му е 51 488 жители (декември 2017 г.), а площта 275 кв. км. Намира се на 8 м н.в. в часова зона UTC+1. Пощенският му код е 91026, а телефонния 0923.